# Feria Mundo Anime
La Feria Mundo Anime Santo Domingo es una feria-convención de anime, manga, cómics, videojuegos y cultura japonesa creada con el objetivo de proponer una alternativa en la República Dominicana y el área del Caribe, programando eventos en torno al anime y la cultura japonesa.

## Historia
La Feria Mundo Anime fue creada en julio de 2011 por Iván de Jesús Cleto, y posteriormente fundada en asociación con Juan J. Neder bajo el nombre de Feria Mundo Anime C. por A. en el 2012. Los días 2 y 3 de junio del mismo año tuvo lugar su primera edición, en el CODIA de Santo Domingo, con una masiva asistencia de más de 3500 personas.
Su programa incluyó stands de expositores y comercios relacionados al ámbito del manga y anime, así como del diseño 3D y la animación digital, venta de cómics dominicanos, espacios para charlas y actividades, bandas interpretando covers de canciones de anime y videojuegos, proyección de AMV, conciertos y películas anime, concursos de cosplay, manga y karaoke, así como torneos de cartas y videojuegos, entre otros eventos y actividades populares del Japón.
La FMA (Feria Mundo Anime) está relacionada con empresas que apoyan el Anime en diferentes partes del mundo y este tipo de eventos. Invitados internacionales de empresas que producen anime, profesionales del cosplay, así como de otras áreas, son invitados cada año para impartir conferencias, charlas y talleres, así como moderar debates de diferentes sectores en torno a la industria del manga y anime.
La segunda FMA fue celebrada en el Salón Independencia del club del Ministerio de las Fuerzas Armadas, los días 6 y 7 de julio de 2013. La tercera se efectuó en el Centro Cultural Mauricio Báez, del 14 al 15 de junio de 2014. La cuarta edición se celebró del 20 al 21 de junio de 2015, de nuevo en el Mauricio Báez.
Feria Mundo Anime, lanzó su primera versión en el 2012, reuniendo expositores relacionados con todo lo concerniente al Anime, Cómic, Manga, Videojuegos, Entretenimiento, y Cultura Pop Japonesa. Desde entonces, nuestro proyecto cada año ha superado la entrega anterior. El programa ofrece dos días de actividades: concursos de cosplay, dibujo, exposiciones, talleres, paneles, charlas, música en vivo, concursos y artistas nacionales e internacionales, además FMA es el primer y único evento, sede de un certamen internacional de cosplay, el “Yamato Cosplay Cup”.
Luego de 4 años de arduo trabajo, Feria Mundo Anime es visitada por miles de personas que disfrutan, no solo del ambiente y sinergia que se crea en los espacios, sino de los artistas del extranjero que nos han honrado con su visita. César Franco, cantante de los éxitos de Digimon y Pokémon; Mauren Mendos, intérprete de los temas de Saint Seiya; la cantante y actriz de doblaje Chilena, Jessica Toledo; y los cosplayers internacionales: Okageo y Junkers.
Feria Mundo Anime 2016, será realizado el 18 y 19 de junio en el Salón de Eventos del Centro Comercial Sambil y Áreas Afines. Este año nuestro evento rinde tributo al conocido anime: NARUTO, orientando algunas actividades en torno al tema de esta serie. Para este 5.º aniversario, Feria Mundo Anime trae a la cosplayer japonesa más famosa del mundo, - REIKA ARIKAWA, con más de 20 años de experiencia! - La norteamericana, YUKS GENERAL, maestra de las armaduras y llamada también la Princesa Acorazada; - Elisa Féliz, ilustradora dominicana del cómic basado en la serie de CBS, Charmed y editada por Zenescope Entertainment. Y por supuesto, la voz original en español de Naruto Uzumaki; Isabel Martiñón.